# Productor del Año
En la Liga Venezolana de Béisbol Profesional, el Productor del Año, es un honor otorgado anualmente desde la temporada 1985-86 al jugador más sobresaliente en del departamento de carreras producidas en la liga. El primero en conseguirlo fue Andrés Galarraga de los Leones del Caracas.
Los miembros de los Cardenales de Lara han ganado el mayor número de premios de cualquier franquicia (con 10), seguidos por los Tiburones de La Guaira (con 5). Delmon Young de los Navegantes del Magallanes es el actual poseedor del premio. Young jugó 61 de 63 partidos logrando batear 19 jonrones en 252 turnos al bate. Ningún otro jugador alcanzó más de 10 cuadrangulares esa temporada.

## Ganadores
| Año | Enlace al artículo de la temporada correspondiente de la Liga Venezolana de Béisbol Profesional |
|     | Indica múltiples ganadores en un mismo año                                                      |

| Año       | Jugador            | Equipo                    | Pos. |
| --------- | ------------------ | ------------------------- | ---- |
| 1985-86   | Andrés Galarraga   | Leones del Caracas        | 1B   |
| 1986-87   | Cecil Fielder      | Cardenales de Lara        | 1B   |
| 1987-88   | Leonardo Hernández | Tigres de Aragua          | 3B   |
| 1988-89   | Phil Stephenson    | Águilas del Zulia         | 1B   |
| 1989-90   | Asdrubal Estrada   | Cardenales de Lara        | 1B   |
| 1990-1991 | Greg Briley        | Leones del Caracas        | OF   |
| 1991-92   | William Magallanes | Navegantes del Magallanes | OF   |
| 1991-92   | Chad Curtis        | Tiburones de La Guaira    | OF   |
| 1992-93   | Scott Cepicky      | Caribes de Oriente        | OF   |
| 1993-94   | Alex Gonzalez      | Cardenales de Lara        | SS   |
| 1994-95   | Carlos Martínez    | Tiburones de La Guaira    | IF   |
| 1995-96   | Carlos Martínez    | Tiburones de La Guaira    | IF   |
| 1996-97   | Roberto Zambrano   | Tigres de Aragua          | OF   |
| 1997-98   | Magglio Ordóñez    | Caribes de Oriente        | OF   |
| 1997-98   | Luis Raven         | Navegantes del Magallanes | BD   |
| 1998-99   | Luis Raven         | Pastora de Los Llanos     | BD   |
| 1999-00   | Roberto Zambrano   | Tigres de Aragua          | OF   |
| 2000-01   | Cris Jones         | Tiburones de La Guaira    | OF   |
| 2000-01   | Álex Cabrera       | Pastora de Los Llanos     | 1B   |
| 2001-02   | Roberto Zambrano   | Tigres de Aragua          | OF   |
| 2002-03   | Robert Pérez       | Cardenales de Lara        | OF   |
| 2003-04   | Luis Landaeta      | Pastora de Los Llanos     | OF   |
| 2004-05   | Javier Colina      | Pastora de Los Llanos     | 3B   |
| 2005-06   | Tom Evans          | Cardenales de Lara        | 3B   |
| 2006-07   | Robert Pérez       | Cardenales de Lara        | OF   |
| 2007-08   | Eliezer Alfonzo    | Caribes de Anzoátegui     | C    |
| 2008-09   | Jesús Guzmán       | Leones del Caracas        | 3B   |
| 2009-10   | Tom Evans          | Cardenales de Lara        | 3B   |
| 2010-11   | Luis Jiménez       | Cardenales de Lara        | 1B   |
| 2011-12   | Luis Jiménez       | Cardenales de Lara        | 1B   |
| 2012-13   | Ernesto Mejía      | Águilas del Zulia         | 1B   |
| 2013-14   | Alex Cabrera       | Tiburones de La Guaira    | 1B   |
| 2014-15   | Félix Pérez        | Leones del Caracas        | OF   |
| 2015-16   | Rangel Ravelo      | Cardenales de Lara        | 1B   |
| 2016-17   | Denis Phipps       | Caribes de Anzoátegui     | OF   |
| 2017-18   | José Vargas        | Tigres de Aragua          | 1B   |
| 2018-19   | Delmon Young       | Navegantes del Magallanes | OF   |
| 2019-20   | Olmo Rosario       | Águilas del Zulia         | OF   |
| 2020-21   | Ramón Flores       | Bravos de Margarita       | OF   |
| 2021-22   | Niuman Romero      | Caribes de Anzoátegui     | 3B   |
| 2022-23   | José Rondón        | Leones del Caracas        | OF   |